# روبرت هامبتون غراي
روبرت هامبتون غراي هو طيار جوي ‏ كندي، ولد في 2 نوفمبر 1917 في ترايل في كندا، وتوفي في 9 أغسطس 1945 في مياغي في اليابان بسبب قتل في المعركة.